# 신제주
신제주(新濟州)는 제주시 노형동과 연동으로 이루어진 시가지이다. 박정희 전 대통령이 지시해서 만들어진 계획도시로 구제주 지역과 오라동을 사이에 두고 연담되지 않아있다.

## 주요 시설
- 제주특별자치도청
- 제주문화방송
- JIBS